# Даувен, Руди
Руди Даувен (нидерл. Rudy Douven; род. 5 мая 1961, Херлен, Лимбург) — нидерландский шахматист, международный мастер (1986).
Чемпион Нидерландов (1988). В составе национальной сборной участник 28-й Олимпиады (1988) в Салониках. Чемпион Нидерландов среди клубных команд в составе «Эйндховена» (1983/84).

## Изменения рейтинга
| Графики недоступны из-за технических проблем. См. информацию на Фабрикаторе и на mediawiki.org. |